# Orlando Mondaca
Orlando Alberto Mondaca Reyes (* 24. Juni 1961 in Santiago) ist ein ehemaliger chilenischer Fußballspieler und -trainer. Der Mittelfeldspieler absolvierte sieben Länderspiele für Chiles Nationalmannschaft und wurde auf Vereinsebene 1988 chilenischer Meister.

## Karriere

### Verein
Orlando Mondaca, auch Mandrake genannt, begann seine Profikarriere 1978 beim CF Universidad de Chile, nachdem er aus der eigenen Jugend kommend von Trainer Fernando Riera hochgezogen worden war. 1979 gewann der Mittelfeldspieler die Copa Chile. Bei der Copa Libertadores 1981 schied er mit La U in der Gruppenphase gegen den späteren Finalisten CD Cobreloa aus. 1986 wechselte Mondaca zum CD Cobresal, mit dem er in der Copa Libertadores 1986 spielte, jedoch wieder in der Gruppenphase scheiterte. 1987 und 1989, nachdem er 1988 für den CD Cobreloa auflief, kehrte Mandrake jeweils zu Universidad de Chile zurück. 1989 gewann er mit dem in der Vorsaison abgestiegenen Klub die Segunda División und schaffte den Wiederaufstieg. Mondaca selbst blieb aber in der zweiten Spielklasse bei Deportes Antofagasta. 1991 wechselte der Mittelfeldspieler zu Coquimbo Unido in die Primera División und spielte dort auch noch 1993 bis 1994 für Antofagasta, das inzwischen aufgestiegen war. 1995 beendete Mondaca seine Karriere bei Deportes La Serena.

### Nationalmannschaft
Orlando Mondaca lief zwischen August 1980 und August 1987 in sieben Länderspielen für Chile auf. Er debütierte im September 1980 beim 2:2-Unentschieden im Freundschaftsspiel gegen Argentinien, als er für Patricio Yáñez eingewechselt wurde. Der Mittelfeldspieler spielte zuletzt im Juni 1987 bei der 0:2-Niederlage im Freundschaftsspiel gegen Peru, als er in der 69. Spielminute für Ivo Basay ins Spiel kam. Vier seiner sieben Länderspiele bestritt Mondaca gegen Peru. An einem großen Turnier nahm der Mittelfeldspieler nicht teil.

### Trainer
Orlando Mondaca begann seine Trainerkarriere 2003 bei den Amateurvereinen Hossana und Cristo Salva. Danach war er auch für einige Zeit in den USA bei den Charlotte Eagles als Co-Trainer. 2007 übernahm der frühere Nationalspieler mit dem CD Santiago Morning dann erstmals als Cheftrainer einen Profiklub. Mit dem Verein aus der Hauptstadt gelang ihm der Aufstieg über die Aufstiegsrunde in die Primera División. Mondaca wechselte Anfang 2008 zu Erstliga-Absteiger San Marcos. In der ersten Saison fehlte ihm ein Punkt auf Municipal zum Erreichen der Aufstiegsrunde, im zweiten Jahr scheiterte der Klub trotz viele Verletzungen während der Saison an Erstligist CD Palestino im Elfmeterschießen. Im August 2009 verpflichtete ihn Coquimbo Unido, 2010 trainierte Mondaca Deportes Copiapó und 2012 Deportes Melipilla. Ab 2013 war er in der Jugend und als Co-Trainer beim AC Barnechea tätig.

## Erfolge
Universidad de Chile
- Copa Chile: 1979
- Segunda División: 1989

Cobreloa
- Primera División: 1988